# Clemensia inleis
Clemensia inleis är en fjärilsart som beskrevs av William Schaus 1905. Clemensia inleis ingår i släktet Clemensia och familjen björnspinnare. Inga underarter finns listade i Catalogue of Life.